# Ipomoea arenicola
Ipomoea arenicola är en vindeväxtart som beskrevs av Alfred Barton Rendle och Britten. Ipomoea arenicola ingår i släktet praktvindor, och familjen vindeväxter. Inga underarter finns listade i Catalogue of Life.